# Saraya al-Khorasani
Pour les articles homonymes, voir Khorasani.
Saraya al-Khorasani, initialement en arabe : سرايا طليعة الخراساني (Sarāya Ṭalīʿa al-Ḵurāsān), « Les Compagnies du Khorasan », est une milice islamiste chiite formée en 2013 et engagée dans la seconde guerre civile irakienne et la guerre civile syrienne.

## Logos et drapeaux

Premier logo de Saraya al-Khorasani.
Deuxième logo de Saraya al-Khorasani.
Drapeau de Saraya al-Khorasani.

## Fondation

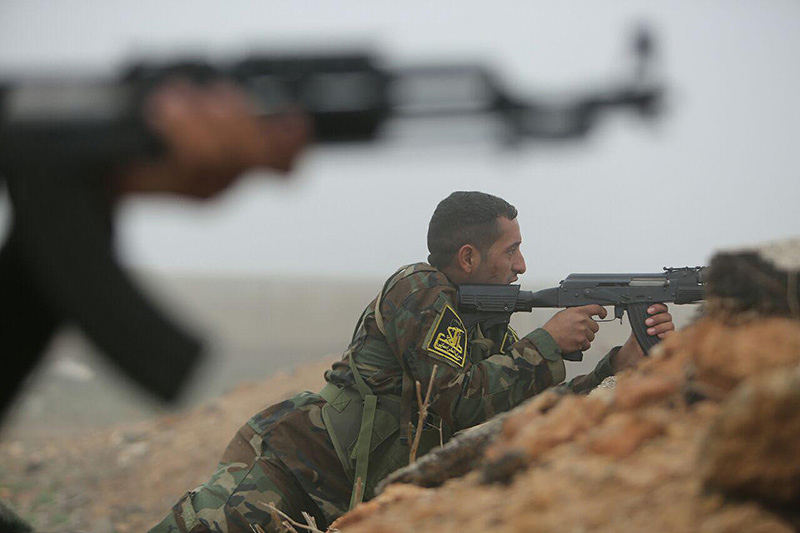
Un milicien de Saraya al-Khorasani en Syrie, en janvier 2016.

La milice Saraya al-Khorasani est créée septembre 2013 avec le soutien de l'Iran,,. Elle est la branche politique d'un parti irakien, le Hezb Taleea al-Islamiya,. Elle succède à une plus ancienne milice : Saraya al-Karar.

## Affiliation
Saraya al-Khorasani fait partie des nombreuses milices chiites qui forment les Hachd al-Chaabi en Irak le 15 juin 2014,.

## Idéologie
Le groupe tire son nom de Abu Muslim al-Khurasani, un chef musulman du VIIIe siècle,. Il se baptise initialement sous le nom de « Saraya Tali'a al-Khorasani », qui signifie « Forces obéissant au Seyyid du Khorasan », titre honorifique désignant le Guide suprême iranien Ali Khamenei,. Bien que le recrutement de cette force soit essentiellement irakien, son logo est imité de celui des Gardiens de la révolution iraniens,,. Son idéologie se réclame de l'islam chiite avec des références marquées à la famille d'Ali et au Mahdi.

## Effectifs et commandement
Hamid Taqwi, dit Abou Mariam, un Arabe d'Iran, général du corps des Gardiens de la révolution islamique, aurait été le premier chef ou un conseiller militaire auprès du groupe,. Il est tué par un sniper le 28 décembre 2014 près Samarra,. Depuis, le secrétaire-général de la milice est Ali al-Yasiri,,. Ce dernier est blessé en novembre 2014, dans la province de Diyala. Son adjoint est Hamid al Jaza'iri. En 2015, Saraya al-Khorasani passe de 1 500 à 3 000 hommes selon l'agence Reuters,.

## Actions

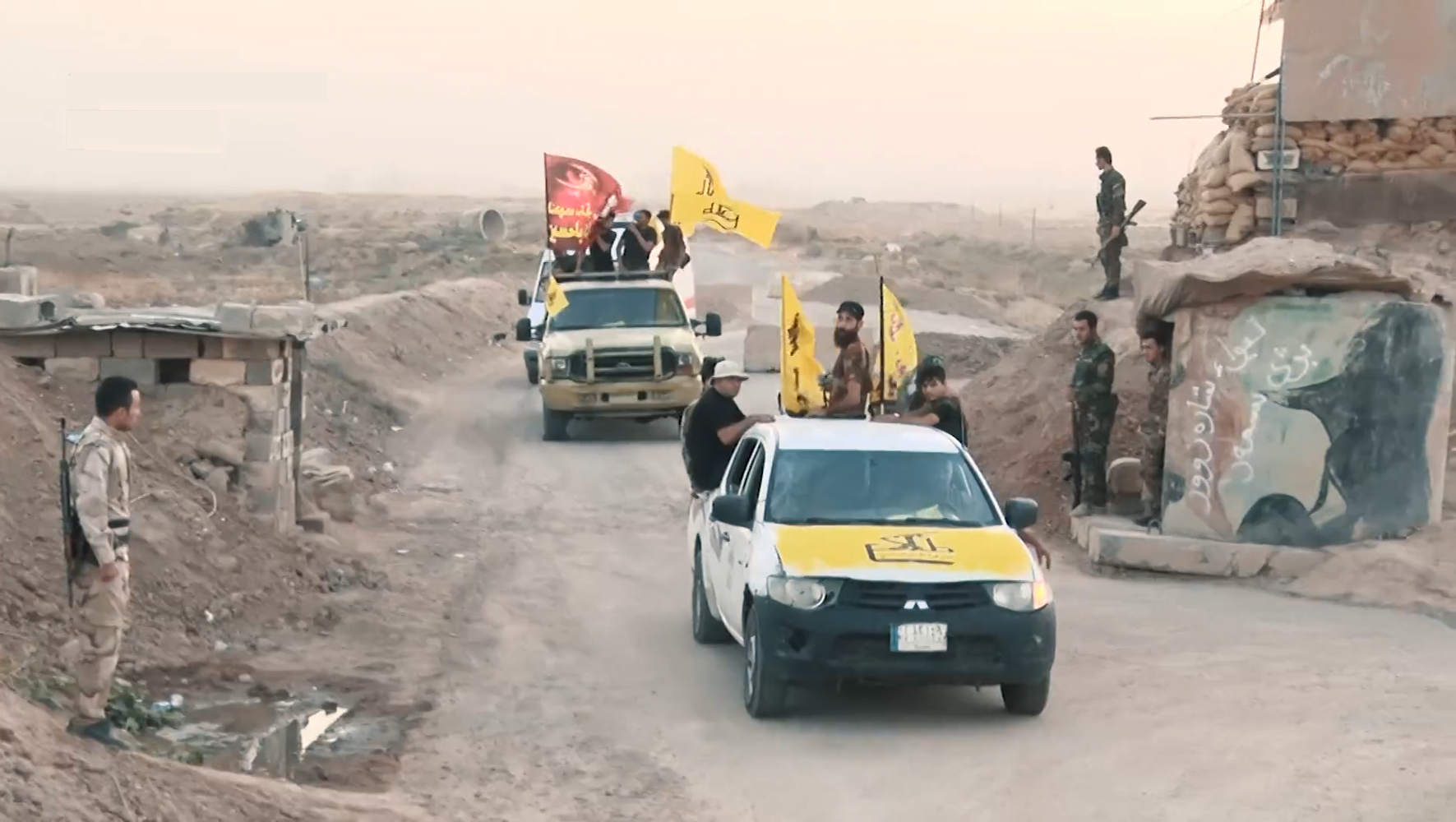
Des miliciens de Saraya al-Khorasani lors de la bataille d'Hawija, le 27 septembre 2017.

La milice est d'abord engagée d'abord dans la guerre civile syrienne, en 2013 elle est active dans la région de Damas et participe à la protection du mausolée de Zeynab,,,. Elle se redéploie ensuite en Irak en juin 2014 pour faire face à l'expansion des salafistes djihadistes de l'État islamique au cours de la deuxième guerre civile irakienne,. Elle se déploie d'abord dans la ville de Samarra.
En août 2014, Saraya al-Khorasani fait partie des milices chiites engagées dans la bataille d'Amerli,,. La milice participe ensuite à la bataille de Jalula,. En février 2015, elle poursuit le combat contre l'EI dans la province de Diyala. En 2015, ses combattants sont surtout déployés à Touz Khormatou et Jalula,. L'entente est mauvaise avec les peshmergas, également présents dans ces deux villes, et des combats éclatent occasionnellement,. La milice prend également part à la bataille de Tikrit,.
En novembre 2015, la milice redéploie une partie de ses combattants en Syrie. En 2016, elle prend part à l'offensive qui brise le siège de Nobl et Zahraa, puis est engagée dans la bataille d'Alep,. En Irak, elle participe en 2016 à la bataille de Baïji, puis à la bataille de Falloujah et à la bataille de Mossoul,, et à la bataille d'Hawija en 2017.

## Exactions

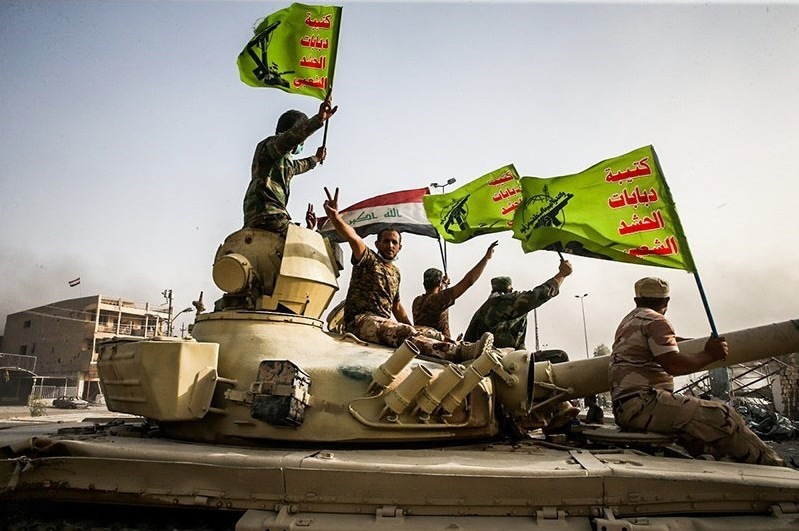
Des miliciens de Saraya al-Khorasani à Falloujah, le 28 juin 2016.

En septembre 2014, selon un rapport de l'ONG Human Rights Watch, Saraya al-Khorasani, comme d'autres milices chiites, a participé à la destruction de plusieurs villages arabes sunnites repris à l'EI pour empêcher les habitants de s'y réinstaller.
Lors du siège d'Amerli, une vidéo filmée par des peshmergas montre un Humvee de Saraya al-Khorasani avec un corps décapité attaché sur le capot et un autre tiré à l'arrière du véhicule,,.

## Armement
En février 2015, la force Saraya al-Khorasani disposait de 23 véhicules blindés Humvee dont certains pris à l'EI, ainsi que d'armes légères de fabrication russe (fusils AK-74, fusils à lunette Dragunov, lance-roquettes RPG-7 et RPG-107), américaines (fusils M16A2) et iraniennes (fusils à lunette Arash) ainsi que  de nombreux véhicules Mitsubishi et Hyundai fournis par l'Iran.

## Financement
La milice est formée et équipée par l'Iran mais elle reçoit également un financement de la part du gouvernement irakien,,.